# Sint-Stefanuskerk (Mollem)

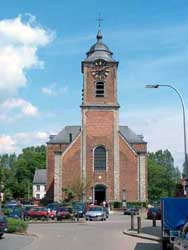
De Sint-Stefanuskerk

De Sint-Stefanuskerk in Mollem werd gebouwd in de periode 1754-1758 door de abdij van Affligem en is opgetrokken in barokstijl, met een deuromlijsting in rococostijl. De kerk werd ingezegend op 28 juni 1760 door aartspriester De Bruyne van de dekenij Aalst en plechtig ingewijd op 16 juni 1776 door aartsbisschop Johannes van Frankenberg die het hoogaltaar wijdde.
De kerk is niet de eerste kerk van Mollem. In de 12de eeuw was er zeker sprake van een parochie, wat we kunnen afleiden uit een oorkonde van 1126 waarbij de bisschop van Kamerijk het “Altare de Molinhem” overdroeg aan de abdij van Affligem. De vorige kerk was een Romaans gebouw met een vieringtoren op de kruisbeuk (hier is een schets van teruggevonden nvdr.), naar het model van Asse, en een vicus-kerk, met andere woorden door de dorpelingen zelf gebouwd en niet door een heer.
In 1753 werd besloten een nieuwe kerk te bouwen, omdat het gewelf op vele plaatsen gescheurd was.
Deze nieuwe kerk werd op aandringen van de gelovigen tussen 1754 en 1758 gebouwd door de abdij van Affligem.
Tijdens de Eerste Wereldoorlog, op 4 september 1914, werd de toren door de Duitsers opgeblazen en dit terwijl de toenmalige pastoor De Munter in de kerk werd opgesloten door de bezetters. Ze wilden hem als getuige dat ze alleen de toren wilden vernietigen.
Na de oorlog werd de toren met giften van de parochianen hersteld.
Het orgel van de Sint-Stefanuskerk is geklasseerd en dateert van het midden van de 18e eeuw en werd aangekocht van de kerk van Neerlinter. Naar de constructie te oordelen werd het gebouwd door Jan Bremser uit Mechelen. In 1759 werd het verbouwd door Eg.Le Blas uit Brussel en in het begin van de 19e eeuw gerestaureerd door Charles Verbeke. In 1963 kreeg het nog een onderhoudsbeurt, vermoedelijk door Stevens uit Duffel.